# Blatná na Ostrove
Blatná na Ostrove este o comună slovacă, aflată în districtul Dunajská Streda din regiunea Trnava. Localitatea se află la altitudinea de 121 m deasupra n.m., se întinde pe o suprafață de 10,78 km2 și în 2017 număra 903 locuitori.

## Istoric
Localitatea Blatná na Ostrove este atestată documentar din 1286.

## Demografie
| An:                | 1994 | 2004   | 2014   | 2024    |
| ------------------ | ---- | ------ | ------ | ------- |
| Număr de persoane: | 792  | 828    | 854    | 994     |
| Diferență:         |      | +4,54% | +3,14% | +16,39% |

| An:                | 2023 | 2024   |
| ------------------ | ---- | ------ |
| Număr de persoane: | 1003 | 994    |
| Diferență:         |      | −0,89% |